# Borrowed Time
Pour le jeu vidéo, voir Borrowed Time (jeu vidéo).
Singles de John Lennon
Nobody Told Me
(1984) I'm Stepping Out
(1984)
Pistes de Milk and Honey
O'Sanity Your Hands
Borrowed Time est une chanson de John Lennon composée en 1980 à la suite d'une croisière durant laquelle il avait dû prendre les commandes d'un yacht, en pleine tempête, l'équipage étant pris de mal de mer. À l'origine enregistrée pour l'album Double Fantasy, elle est laissée de côté. Yoko Ono la place finalement sur l'album posthume de Lennon Milk and Honey sorti en 1984. La chanson paraît également en single (il s'agit du deuxième des quatre singles issus de l'album), mais peine à s'imposer dans les charts. Elle atteint cependant la 32e place au Royaume-Uni.

## Historique
La chanson a été inspirée pendant les vacances de John sur un voilier en 1980, de Newport Rhode Island aux Bermudes. Au cours du voyage, son yacht a rencontré une tempête prolongée et violente, ce qui a fait que la plupart de l'équipage a fini par succomber à une fatigue profonde et au mal de mer. John (libéré du mal de mer) a finalement été contraint de prendre le volant du yacht seul pendant de nombreuses heures. Il a trouvé cela terrifiant mais revigorant, avec pour effet à la fois de renouveler sa confiance en lui et de lui faire contempler la fragilité de la vie (Il a affirmé que sa guérison de la dépendance à l'héroïne quelques années plus tôt l'avait rendu immunisé contre le mal de mer). Une fois arrivé aux Bermudes, John a entendu la phrase « vivre sur le temps emprunté » (Living on Borrowed Time) de « Hallelujah Time » de Bunny Wailer et a été inspiré par sa récente expérience en mer d'écrire les paroles autour de ce thème. Wailer a également été l'inspiration pour le feeling reggae de la musique. John a commenté que vivre avec du temps emprunté était exactement ce qu'il faisait, mais a ensuite dit: « à bien y penser, c'est ce que nous faisons tous, même si la plupart d'entre nous n'aime pas y faire face. »

## Enregistrement
Une démo de la chanson avec seulement une guitare acoustique et voix en double piste a été enregistrée aux Bermudes le 22 juin 1980 et est sortie sur l'album Anthology de John Lennon en 1998.
Une tentative a été faite pour enregistrer officiellement la chanson pendant les sessions de Double Fantasy le 6 août 1980. C'était la deuxième chanson tentée pendant les sessions, avec Lennon précisant aux musiciens de penser aux Twist and Shout et Spanish Twist des Isley Brothers. Comme il était quelque peu frustré que le groupe ne puisse pas tout à fait saisir le feeling reggae, Lennon a décidé de mettre la chanson de côté. Un overdub de cor était prévu, mais jamais enregistré. La chanson a ensuite été publiée à titre posthume sur Milk and Honey.

## Personnel
- John Lennon – chant, guitare rythmique
- Earl Slick, Hugh McCracken - guitare
- Tony Levin – basse
- George Small – claviers
- Andy Newmark – batterie
- Arthur Jenkins – percussions